# Крюденер, Амалия
Баронесса Амалия фон Крюденер (Amalie von Krüdener; в русских источниках Амалия Максимилиановна Криденер, урожд. графиня Лерхенфельд, во 2-м браке графиня Адлерберг, 1808—1888) — известная красавица высшего света XIX века, в которую был влюблён и которой посвящал стихи Фёдор Тютчев. Во время Крымской войны открыла в Симферополе детский приют.

## Происхождение
Родилась от внебрачной связи баварского дипломата графа Максимилиана Лерхенфельда (1772—1809) с княгиней Терезой Турн-и-Таксис, урождённой принцессой Мекленбург-Стрелицкой. При рождении получила имя Амалия Штаргард (Amalie Stargard).
Мать Амалии Тереза, с 1789 года супруга князя Карла Александра Турн-и-Таксиса (1770―1827), приходилась родной сестрой принцессе Луизе Августе Вильгельмине Амалии (1776―1810), матери русской императрицы Александры Фёдоровны. Таким образом, Амалия приходилась двоюродной сестрой последней.
Молва, однако, утверждала, что княгиня Тереза родила девочку от связи со своим зятем — королём Вильгельмом. В этом случае Амалия была не двоюродной, а единокровной сестрой русской императрицы. Граф Лерхенфельд, признавший Амалию своей дочерью, взял её к себе в семью, дал ей свою фамилию и воспитывал вместе с законнорождённым сыном Густавом в родовом поместье Кёферинг.

## Первый брак

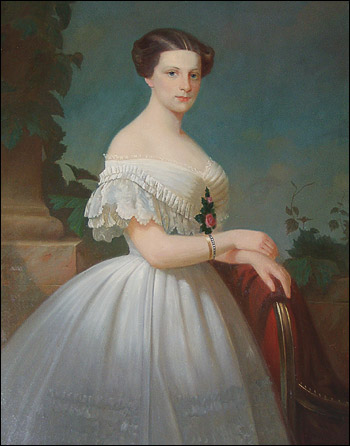
Графиня Адлерберг в 1865 году

Юная, семнадцатилетняя  девушка была выдана в 1825 году за «старого и неприятного» прибалтийского барона Александра Сергеевича Крюднера (1786—1852), или Криденера, как произносили его фамилию в России, и. о. поверенного в делах русского посольства в Мюнхене (1826―1827 и 1834―1835), а с декабря 1843 по январь 1852 — посланника в Стокгольме. Благодаря родству с русской императрицей и покровительству последней была восторженно принята при дворе Николая I.
Амалия была одарена редкостной, уникальной красотой. Ею восхищался Гейне (он назвал её «Божественной Амалией», «сестрой» Венеры Медицейской). Живший по соседству с Крюденерами в Мюнхене Тютчев посвятил ей несколько стихотворений, в том числе «Я помню время золотое» и «Я встретил вас». По свидетельствам отдельных мемуаристов[каких?], Амалией увлекались Пушкин, Вяземский, А. И. Тургенев, А. Х. Бенкендорф и сам царь Николай I. Баварский король Людвиг I заказал Й. Штилеру её портрет для собираемой им во дворце Нимфенбург Галереи красавиц.

## Второй брак

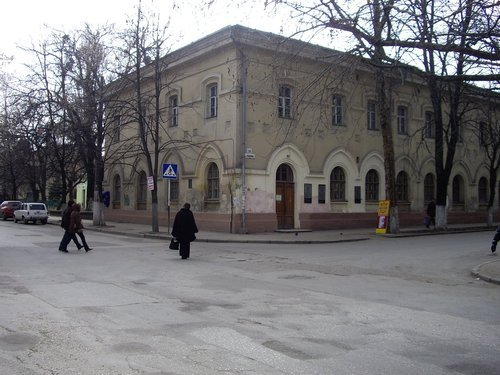
Здание приюта графини Адлерберг в Симферополе на улице Гоголя, долгое время Симферопольский краеведческий, а ныне Крымский этнографический музей

Во второй раз Амалия вышла за сына министра русского двора В. Ф. Адлерберга (1791—1884) ― Николая Владимировича (1819—1892). Во время Крымской войны граф Адлерберг был назначен таврическим военным губернатором. Вместе с ранеными из осаждённого Севастополя в Симферополь привозили детей-сирот. В виду исключительности обстоятельств, графиня Адлерберг решительно пренебрегла бюрократическими формальностями, и 31 декабря 1854 года она открыла приют для 14 беспризорных детей-сирот на свои средства. Директриссой стала Марфа Евстафьевна Рудзевич (в девичестве Нотара) (1775—1856).  В построенном для приюта двухэтажном доме на углу улиц Пушкинской и Гоголевской с 1921 года размещался Крымский краеведческий музей, с 1993 года в здании разместился его филиал — Крымский этнографический музей.
В 1856 году граф Адлерберг получил новое назначение генерал-губернатором Финляндии, где его супруга энергично взялась за создание католической общины и укрепление её позиций. В салонно-общественной жизни Адлерберги ввели такой блеск и такой этикет, который был чужд скромным финляндцам. В обществе много говорили об их вечерах, картежных партиях и «five o`clocks», на которых тон задавала графиня Амалия. В своем доме Адлерберги давали балы, на которые списки приглашенных составлялись по табели о рангах и по «статс-календарю»; у них за столом сидели лишь генералы да сенаторы. Периодические приглашения графа Адлерберга носили сплошь официальный характер.
После смерти Александра II Адлерберги переехали в Мюнхен. Они похоронены в Роттах-Эгерн на кладбище кирхи Св. Лаврентия.